# Yasuhiko Kawazu
Yasuhiko Kawazu (川津泰彦, Kawazu Yasuhiko), né le 21 janvier 1966, est un seiyū.

## Rôles

### Film d'animation
- Dragon Ball Z : Broly le super guerrier : Moa
- Hakaba Kitarō : Mizugami (Dieu de l'Eau), Machamitsu Kyōmori